# Obszar przejściowy
Obszar przejściowy (ang. transient area) - ściśle określona część pamięci, która jest rezerwowana w określonym czasie przez dany system operacyjny do umieszczania w niej ściśle określonego kodu wywołanych funkcji systemowych. Obszar ten jest stosowany w systemie MS-DOS.